# Jacques Pierre Aimable Chrestien de Fumechon
Pour les articles homonymes, voir Chrestien et Fumechon.
Jacques Pierre Aimable Chrestien de Fumechon, né le 12 mai 1757 au château de Fumechon, paroisse de La Cambe (actuelle commune de Thibouville), mort le 7 décembre 1841 dans son château de Saint-Léger-du-Bosdel (Eure), près de Bernay, est un magistrat français de la Révolution française, du Premier Empire et de la Restauration, aussi parlementaire sous la Restauration.

## Biographie
Jacques Pierre Aimable Chrestien de Fumechon est le fils de Jacques Chrestien, écuyer, seigneur de Fumechon, inspecteur général des Manufactures de France en Normandie, conseiller secrétaire du Roi, Maison et Couronne de France en la grande chancellerie, et de Marie Françoise Le Seigneur de Saint Léger . 
Il est pourvu en 1778 d'une charge de conseiller au Parlement de Normandie, qu'il tient encore à la suppression des parlements, en 1790 .
En 1791, il achète le domaine de la Mésangère, à Saint-Denis-du-Boscguérard, près de Bourgtheroulde. Il hérite ensuite de sa famille maternelle celui de Saint-Léger-du-Bosdel près de Bernay.
Il exerce, pendant la Révolution, les fonctions de juge de paix, puis les conserve sous le Directoire et le Consulat.
À la création des cours impériales, en 1811, il sollicite et obtient, le premier de son ordre, la faveur d'y être admis. Conseiller à la Cour de Rouen, il est fait chevalier de la Légion d'honneur, chevalier de l'Empire et chevalier de l'ordre de la Réunion (19 juin 1813).
Le chevalier de Fumechon se rallie à la Restauration qui le fait président de chambre, toujours à Rouen.
Il est élu, le 25 février 1824, député du 2e arrondissement de l'Eure (Pont-Audemer), par 308 voix (608 votants, 690 inscrits), contre 271 au député sortant, Dupont de l'Eure (lequel est réélu le 2 août suivant dans le 1er arrondissement de Paris), et vote pour le ministère durant toute la législature.
Non réélu en 1827 contre Dupont de l'Eure, il sert encore comme magistrat le gouvernement de Louis-Philippe Ier et meurt en 1841 président honoraire et officier de la Légion d'honneur.

### Fonctions
- Conseiller au Parlement de Rouen (de 1779 à 1790) ;
- Juge de paix (sous la Révolution, le Directoire et le Consulat) ;
- Conseiller à Cour de Rouen (1811) ;
- Président de chambre (Restauration française) ;
- Député du 2e arrondissement de l'Eure (Pont-Audemer) (25 février 1824 - 1827) ;
- Président honoraire de chambre (Monarchie de Juillet).

### Titres
- Chevalier Chrestien de Fumechon et de l'Empire (19 juin 1813).

### Distinctions
- Légion d'honneur [3] :
  - nommé chevalier le 23 août 1814 [4];
  - promu officier le 22 mai 1825.
- Ordre de la Réunion :
  - nommé chevalier de l'ordre de la Réunion le 19 juin 1813.

## Règlement d'armoiries
« Armes sous l'Ancien Régime : D'azur, au griffon rampant d'argent tenant entre fes pattes une molette d'or. »

« Armes sous le Premier Empire : Parti, au 1, d'azur au griffon grimpant d'argent, tenant entre ses deux pattes de devant une molette d'éperon d'or; au 2, de gueules à deux dextrochères d'or, tenant chacun un sabre haut du même, mouvant l'un du flanc dextre, l'autre du flanc sénestre, et accompagnés de 3 besants d'argent, 2, 1, au comble d'or; le tout soutenu d'une terrasse du même et contre-soutenu d'une champagne d'azur chargée du signe des chevaliers de l'Ordre impérial de la Réunion. »

## Mariage et descendance
Jacques Pierre Amable Chrestien de Fumechon épouse dans la chapelle du château de Bosmelet, paroisse d'Auffay, le 19 août 1783, Marie Thomas du Fossé de Bosmelet, (Rouen, paroisse Saint Godard, 19 mars 1764 - château de La Mésangère, Saint-Denis-du-Boscguérard, 9 juin 1843).
Elle était la fille d'Antoine Augustin Thomas, chevalier, seigneur du Fossé, baron d'Auffay, seigneur de Saint-Denis-sur-Scie, Serqueux, Cropus, Vassonville, Bosmelet, Cressy, Saint-Helier, conseiller en la grande chambre du Parlement de Normandie, et de Françoise-Madeleine Berthe.
De ce mariage, sont issues deux filles :
- Marie Constance Chrestien de Fumechon (Rouen, paroisse Saint André hors la ville, 17 octobre 1784 - château de Touslesmesnils, Ouville-la-Rivière, 23 mars 1839), mariée à Rouen le 23 mai 1803 avec Antoine François Dupont de Touslesmesnils, maire d'Ouville-la-Rivière, mort au château de Touslesmesnils, à Ouville la Rivière le 19 mai 1843.
- Marie Françoise Caroline Chrestien de Fumechon (Rouen, paroisse Saint-André hors la ville, 20 janvier 1790 - Paris, dixième arrondissement ancien, 23 février 1857), mariée à Rouen le 25 mai 1811 avec Charles François Hippolyte Asselin de Villequier, fils de Marie Jacques François Alexandre Asselin de Villequier, président de la Cour de Rouen, député. Elle hérite du château de La Mésangère. De ce mariage, est issue notamment Stéphanie Asselin de Villequier, mariée avec Jules Cardon de Montigny, député du Pas-de-Calais.

## Pour approfondir